# Rowland Ward

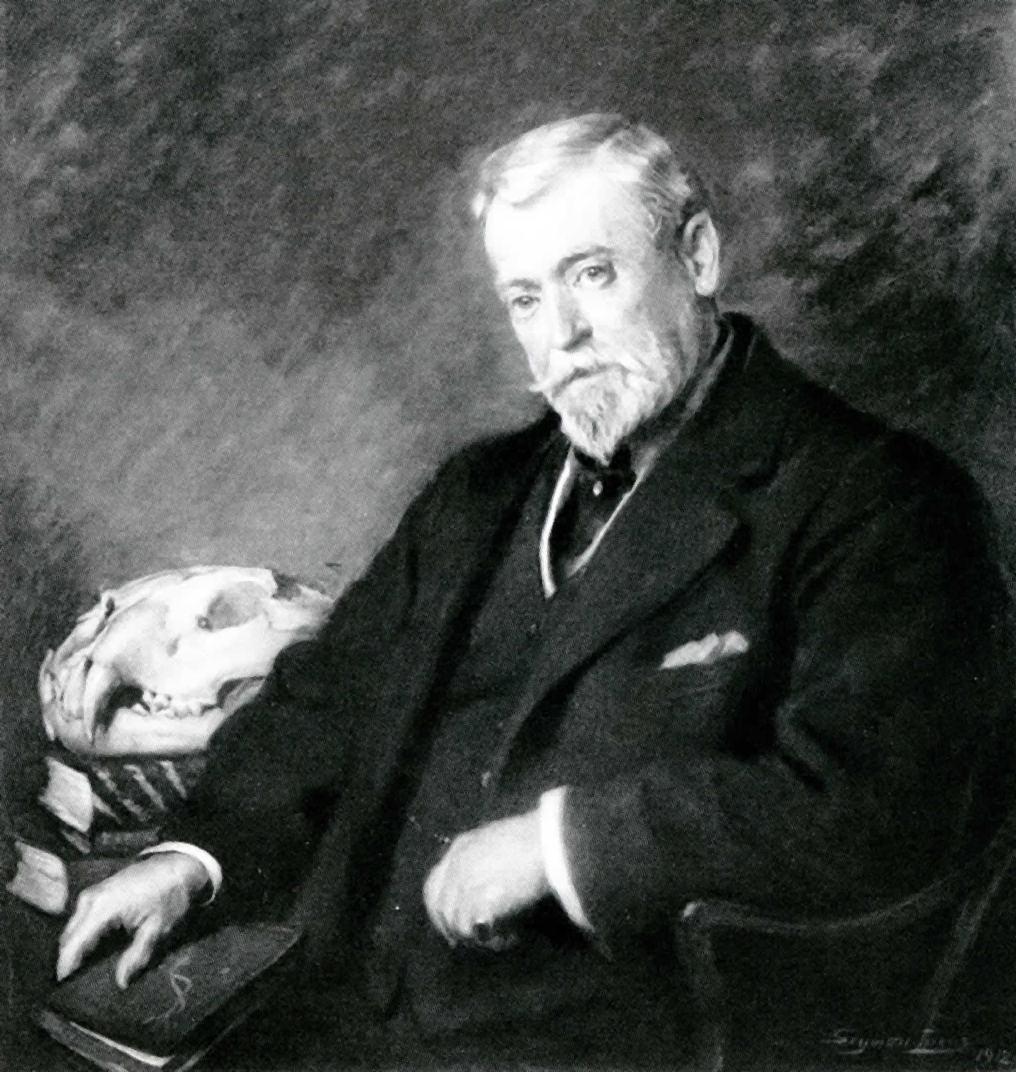
James Rowland Ward 1848 –1912

James Rowland Ward (1848 - 1912) fue un taxidermista británico y fundador de la compañía Rowland Ward Limited en Piccadilly, Londres. La compañía fue reconocida por especializarse en la taxidermia de aves y trofeos de caza mayor.
Rowland Ward fue también conocido por sus publicaciones de historia natural y narraciones de caza mayor. Sin embargo, Rowland Ward Ltd. obtuvo mayor fama por sus libros de Récords de Caza Mayor, cuya primera edición apareció en 1892 y que para el 2014 ha publicado la edición número 29. Estos libros contienen registros de medidas de animales de caza mayor alrededor del mundo, siendo la base de datos más antigua en la materia.

## Historia de Rowland Ward Limited

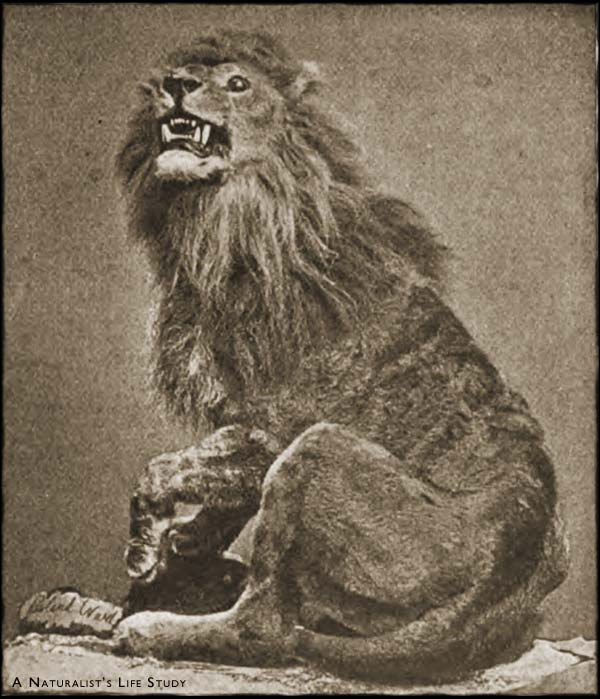
El "León de Macarte' que mató al domador Thomas Macarte en 1872 - disecado por Rowland Ward en 1874

La familia de Rowland estuvo relacionada con la taxidermia y la historia natural incluso antes de sus tiempos.El abuelo de Ward fue un naturalista y comerciante de pieles de animales. Edwin Henry Ward (1812 –1878), padre de Rowland, fue un conocido taxidermista de su época. Edwin H. Ward viajó con John James Audubon en sus expediciones, y Ward se encargó de las plumas de las aves para el artista, los cuales fueron más tarde usados por Audubon en su libro Las aves de América.
Rowland Ward se convirtió en el taxidermista más conocido de la familia, habiendo dejado el colegio a la edad de 14 para dedicarse a trabajar en la tienda de su padre. Así, Rowland guiado por su padre monta un picaflor para la colección para John Gould. Sin embargo, también estaba enfocado en esculpir y modelos anatómicamente correctos. También fue un escultor de bronce.
Por 1870, los tres Ward trabajaban en sus talleres de taxidermia en Inglaterra. Entonces Edwin Jr. migró a los Estados Unidos y Edwin H. Ward murió en 1878, y estos acontecimientos dejaron Rowland Ward el miembro familiar único en el negocio de taxidermia en Inglaterra. A fines del siglo 19, Rowland Ward localizó su tienda en 167 Piccadilly, Londres Su taller fue conocido como "La Jungla."

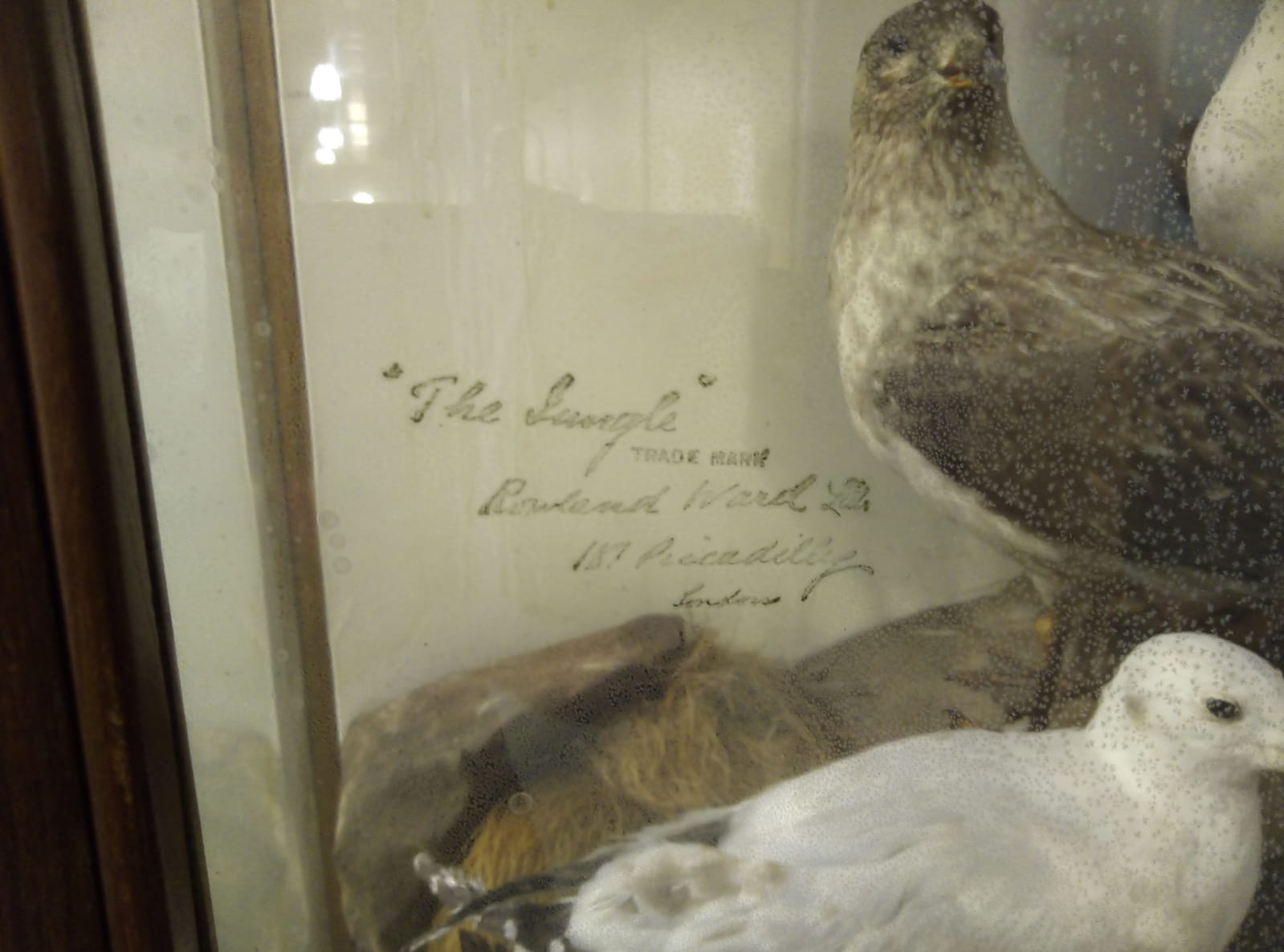
Taxidermia de ave de Islas Malvinas en Museo Mundial, Museos Nacionales Liverpool

## Rowland Ward en la Era victoriana

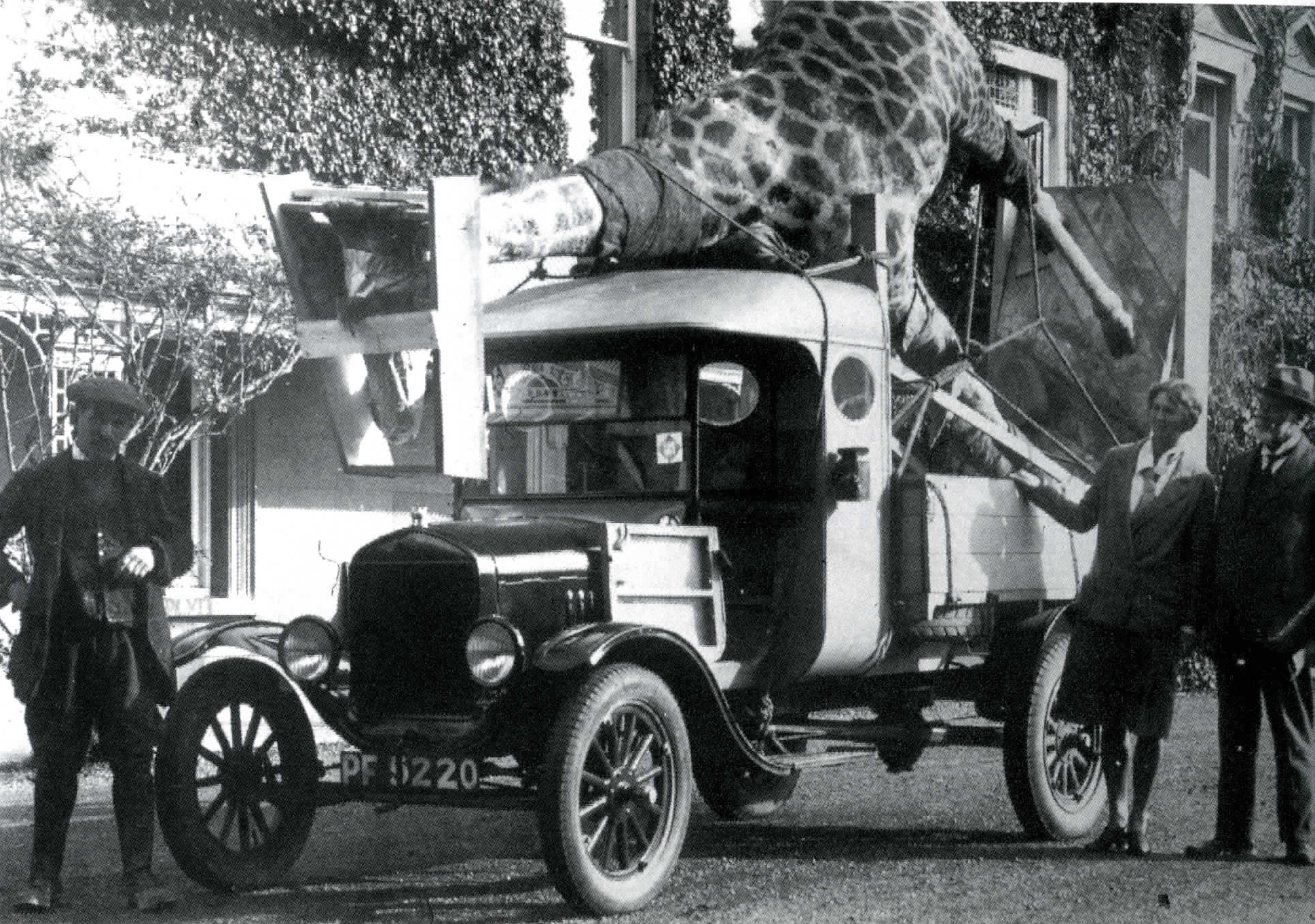
Transportando una jirafa al museo Powell-Cotton.

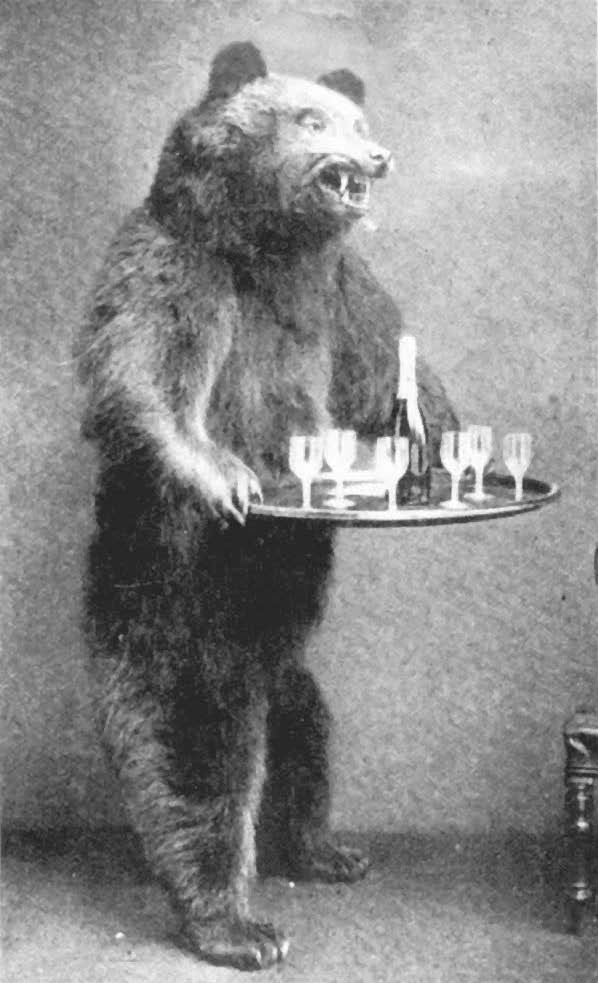
Oso "dumbwaiter" con asafate de bebidas para los invitados.

## Récords de Caza Mayor
Fue la más famosa de todas la publicaciones de Rowland Ward. La primera edición se publicó en 1882, la primera  titulada "Medidas y Pesos de Cornamentas de Caza Mayor del Mundo" revisado en 1894, pero la segunda edición, publicada cuatro años después, fue 2,5 veces más grande que la primera edición, estuvo titulada "Récords de Caza Mayor de Rowland Ward. 

Rowland Ward Records de Caza Mayor - 7.ª edición

La serie era la charla  de su día entre cazadores y naturalists, y por la Primera Guerra Mundial de tiempo empezó (1914), siete ediciones habían sido emitidas, cada conteniendo más y más medidas y variaciones más grandes en el número y especie de los animales con trofeos listaron del tempranos 1800s. En este periodo, guías de campo no fueron publicadas; consiguientemente, los Registros del juego Grande servido como recurso valioso para información cuando a lo que los mamíferos podrían ser encontrados y donde  podrían ser encontrados en el lejanos-flung esquinas de la tierra e Imperio.
Muchos museos de historia natural de aquel día mantuvieron una copia de Rowland los registros de Ward de Juego Grande en sus bibliotecas de referencia. No sólo era allí medidas, pero los volúmenes en la serie también contuvo anécdotas de cazadores, naturalists, y Rowland Ward él sobre especies, subespecie, variaciones geográficas, medidas y pesos comunes, y distribución. Como testamento de Rowland Ward  propio naturalist cualificaciones, tres animales tuvieron el Ward nombra incorporado en su nomenclatura científica: el asiático ibex, Capra sibirica wardi; una subespecie de reedbuck, Redunca redunca wardi; y una subespecie del oso malayo, Ursus malayanus wardi.
Cuando el tiempo pasó de largo, Rowland los registros de Ward de caza mayor determinaba quién era quién en el mundo de la caza mayor. Quienes introdujeron sus trofeos en “el libro,” incluyeron al Rey Jorge V, Reina Isabel II, Príncipe Bernhard de Holanda, Príncipe Abdorreza de Irán, varios Príncipes de Gales, el Maharaja de Cooch Behar, Winston Churchill, el presidente Theodore Roosevelt, Lord Curzon, y otros miembros de la realeza, nobleza, dignitaries, celebridades, y otherwise personas famosas.  Después de que Segunda Guerra Mundial, la influencia de cazadores americanos como Ernest Hemingway, Robert Ruark, Jack O'Connor, Herb Klein, Elgin Gates, y James Mellon II introdujeron sus trofeos excepcionales “el libro.”

## Sucesión
Un joven Winston Churchill, cliente  de Rowland Ward Ltd. Walter Rothschild, los reyes Edward VII y George V, y numerosas celebridades y actores europeos y norteamericanos trajeron sus trofeos de caza a "La Jungla" para ser montados.
Rowland Ward estuvo casado a Lina Arce Ward (1868–1951), pero no tuvo hijos. Lina nunca participó en el negocio y no es mencionada en las escrituras de Ward. En su libro en su viaje de pesca de la Florida la refiere como la "Señora Ward." La pareja aparece para tener tenido un nivel de vida alto, manteniendo personal y un butler en su casa de Londres. Cuándo Rowland Ward murió el 28 de diciembre de 1912,  había nadie para tenerle éxito.
La compañía emitió participaciones y estuvo incorporado bajo el nombre Rowland Ward Limitó en 1891. Había varios accionistas, pero Rowland Ward era el accionista mayoritario . Cuando fallece Rowland, John Binmore Burlace era el director de compañía así como un accionista. Burlace Continuó adquirir participaciones con el tiempo y a finales de los año 1920  obtuvo la mayoría. Terminando por comprar la participación de Lina Ward en 1935.
A mediados de los años 1930, el lado editorial del negocio había ido más despacio considerablemente con Registros únicos de caza mayor que continúa en una base firme; aun así, la parte de taxidermia del empresarial y el establecimiento minorista en Londres iba fuerte. A inicios de la década de 1940, Burlace se retiró y vendió sus participaciones a Gerald Más, quién compró las últimas participaciones de los accionistas restantes en 1946.

## Después de la Segunda Guerra Mundial
Después de la Primera Guerra Mundial, muchos cambios ocurrieron en la caza internacional y por consiguiente en la taxidermia. Mientras que antes 1914 la mayoría de los cazadores deportivos del mundo que disecaban sus trofeos eran británicos, después de que 1918 fueron gradualmente reemplazados por cazadores americanos, y después de la Segunda Guerra Mundial, más cazadores de otras partes del mundo empezaron a cazar en África y Asia, sobre todo los norteamericanos. Al mismo tiempo, taxidermistas americanos como Louis Paul Jonas de Denver, James Clark, y después Klineburger Brothers Taxidermy empezaron proporcionar sus servicios de taxidermia a su clientela en los Estados Unidos. Empero, Rowland Ward Ltd. aún con una posición prominente en el mundo de taxidermia, y exportando el 80% de todos sus trabajos desde Inglaterra.
En 1950, Rowland Ward Ltd. abrió un establecimiento en Nairobi para taxidermia y como centro para procesar y embarcar pieles curtidas. En Inglaterra, la empresa continuó en varias ubicaciones en Londres, y en entre 1960 y 1970 Rowland Ward Ltd. aumentó el número de empleados de veintinueve a cuarenta y cuatro personas. Cuándo Gerald Más fallece en 1969, la parte de taxidermia del negocio fue controlada por Anthony More, su hijo.
Aun así, el tiempo cambiaba y la pérdida continuada de hábitat para los mamíferos grandes del mundo tuvieron su efecto encima cazando. Varios locales y los países enteros cerraron sus programas de caza, incluyendo India en 1971 y Kenia en 1976. En 1974 el gobierno de Kenia expropriated el Nairobi Rowland Ward establecimiento sin compensación, una pérdida grande para la compañía. Esto, combinado con el cambiando de la base de cliente a los Estados Unidos y la competición creciente de compañías americanas y europeas, causó el lado de taxidermia del empresarial de cerrar en el mid-@1970s.

## Establecimiento minorista en Londres
Tim More, un hermano de Anthony, continuó operando la tienda de Rowland Ward, ahora localizado en Knightsbridge, Londres, vendiendo cristalería, porcelana, libros, y otros elementos relacionados con animales de caza. Él también publicado reserva contener cuentas de aventuras de caza mayor, incluyendo Tony Sanchez. Además, Tim More estuvo a cargo de la serie de libro de récords; en 1981, la decimoctava edición.

## Migración a Estados Unidos y después a Sudáfrica
La decimoctava edición de los registros de caza mayor era, aun así, la última edición a ser publicada en Inglaterra. En 1982 la compañía fue vendida a Game Conservation International (conocida como Game Coin), una organización ubicada en San Antonio, Texas. Game Coin publicó una edición de los Registros de Caza Mayor y entonces girado sobre el publicando de la serie a Steve Smith de Johannesburgo, Sudáfrica.
Steve Smith revitalizó el programa editorial y empezó publicar mapas, narrativas de caza, y libros de historia natural así como best sellers. Smith también una vez más empezó aceptar entradas de Asia, Europa, y América del Norte. 
Un año después de que el Smith fallece en un accidente automovilístico (1993), Game Coin vendió la compañía a Robin Halse de Queenstown, Sudáfrica. Posteriormente, la compañía estuvo tomada encima por su hija, Jane Halse, quién continúa publicar los Registros de serie de Juego Grande así como otra historia natural y cazando publicaciones. Desde el Halse la familia tomó sobre el negocio, Rowland Ward ha continuado quedar activo en editorial y ha también branched fuera en otras áreas también. Además publicando y vendiendo libros, Rowland Ward también vende ropa y accesorios de cuero. Su establecimiento minorista en Johannesburgo vende sus productos en todo el mundo vía su sitio de Web y cataloga. Safari Press de Huntington Playa, California, distribuye las publicaciones de la compañía en América del Norte.  En 2015 la compañía estuvo vendida y las operaciones son ahora basadas en California.